# Marco Montaño
Marco Montaño (n. Quito, Ecuador; 8 de septiembre de 1992) es un futbolista ecuatoriano. Juega de lateral derecho y su equipo actual es El Nacional de la Serie A de Ecuador.

## Trayectoria

### El Nacional
Marco Montaño se formó futbolísticamente en El Nacional, comenzó con la categorías menores hasta llegar al primer equipo en el 2011, llegando a debutar el 25 de noviembre de 2012 en un partido contra Liga de Loja por  la segunda etapa del campeonato ecuatoriano con 20 años. La primera vez que jugó un partido de la Primera Etapa fue el 1 de febrero de 2015 con 22 años contra Liga Deportiva Universitaria partido que terminó perdiendo 1-0. El Primer gol de Marcos fue el 23 de noviembre de 2014 contra el Mushuc Runa dando el empate final al encuentro. Demoró unos años para que debutara a nivel internacional, ya que esperó hasta el 1 de febrero de 2017 para jugar un encuentro de la Copa Libertadores contra Club Atlético Tucumán que terminó con resultado de 2-2, siendo eliminado en el partido de vuelta por 1-0.
Pasando el tiempo Montaño comenzó a tener buena regularidad tanto así que la selección de fútbol de Ecuador lo estaba viendo para convocarlo, pero lastimosamente no pudo ser, pese al buen desempeño de este jugador.
Tras su paso por Deportivo Cuenca, en 2023 firmó por un año con Mushuc Runa Sporting Club.

## Estadísticas

### Clubes
Actualizado al último partido disputado el 15 de agosto de 2025.
| Club                       | Temporada     | Liga  | Liga  | Copas nacionales | Copas nacionales | Copas internacionales | Copas internacionales | Total | Total |
| Club                       | Temporada     | Part. | Goles | Part.            | Goles            | Part.                 | Goles                 | Part. | Goles |
| -------------------------- | ------------- | ----- | ----- | ---------------- | ---------------- | --------------------- | --------------------- | ----- | ----- |
| El Nacional · Ecuador      | 2011          | 0     | 0     | -                | -                | -                     | -                     | 0     | 0     |
| El Nacional · Ecuador      | 2012          | 1     | 0     | -                | -                | -                     | -                     | 1     | 0     |
| El Nacional · Ecuador      | 2013          | 0     | 0     | -                | -                | -                     | -                     | 0     | 0     |
| El Nacional · Ecuador      | 2014          | 13    | 1     | -                | -                | -                     | -                     | 13    | 1     |
| El Nacional · Ecuador      | 2015          | 27    | 2     | -                | -                | -                     | -                     | 27    | 2     |
| El Nacional · Ecuador      | 2016          | 41    | 1     | -                | -                | -                     | -                     | 41    | 1     |
| El Nacional · Ecuador      | 2017          | 22    | 1     | -                | -                | 2                     | 0                     | 24    | 1     |
| El Nacional · Ecuador      | 2018          | 20    | 0     | -                | -                | 4                     | 0                     | 24    | 0     |
| Olmedo · Ecuador           | 2020          | 24    | 0     | 0                | 0                | -                     | -                     | 24    | 0     |
| Olmedo · Ecuador           | 2021          | 12    | 2     | 0                | 0                | -                     | -                     | 12    | 2     |
| Olmedo · Ecuador           | Total club    | 36    | 2     | 0                | 0                | -                     | -                     | 36    | 2     |
| Macará · Ecuador           | 2021          | 14    | 1     | 0                | 0                | 0                     | 0                     | 14    | 1     |
| Macará · Ecuador           | Total club    | 14    | 1     | 0                | 0                | 0                     | 0                     | 14    | 1     |
| Deportivo Cuenca · Ecuador | 2022          | 29    | 1     | 1                | 0                | -                     | -                     | 30    | 1     |
| Deportivo Cuenca · Ecuador | Total club    | 29    | 1     | 1                | 0                | 0                     | 0                     | 30    | 1     |
| Mushuc Runa · Ecuador      | 2023          | 27    | 0     | -                | -                | -                     | -                     | 27    | 0     |
| Mushuc Runa · Ecuador      | 2024          | 22    | 0     | 3                | 0                | -                     | -                     | 25    | 0     |
| Mushuc Runa · Ecuador      | Total club    | 49    | 0     | 3                | 0                | 0                     | 0                     | 52    | 0     |
| El Nacional · Ecuador      | 2025          | 14    | 0     | 1                | 0                | 2                     | 0                     | 17    | 0     |
| El Nacional · Ecuador      | Total club    | 138   | 5     | 1                | 0                | 8                     | 0                     | 147   | 5     |
| Total carrera              | Total carrera | 266   | 9     | 5                | 0                | 8                     | 0                     | 279   | 9     |
| 1. 2.                      |               |       |       |                  |                  |                       |                       |       |       |

### Participaciones internacionales
| Torneo                 | Club        | Resultado    |
| ---------------------- | ----------- | ------------ |
| Copa Libertadores 2017 | El Nacional | Primera fase |
| Copa Sudamericana 2018 | El Nacional | Segunda fase |